# Бурковський Олексій Петрович
Бурковський Олексій Петрович — український еколог, письменник, автор публіцистичних статей на захист природи, сценарист.

## Біографія
Народився 04.08.1977 р. в Донецькій області.
В 1999 р. закінчив Дніпропетровський державний аграрний університет за спеціальністю «агрономія».
В 2003 р. закінчив аспірантуру цього самого університету за спеціальністю «екологія».
Працює в сфері біологічного захисту рослин.
Активіст громадської організації «Всеукраїнська Екологічна Ліга», громадської кампанії «Збережемо українські степи».
У 2017 році став учасником конкурсу «Вікі Любить Землю».
З 2018 року Олексій Бурковський веде приватний блог, новинами з якого цікавляться ЗМІ. Окрім теми балансу природних і сільськогосподарських угідь, Олексій розповідає [Архівовано 9 грудня 2020 у Wayback Machine.] про теми відмови від полювання, доцільність коригування дієти з екологічних міркувань тощо.
Головним досягнення Олексій Бурковського стало повернення 6 гектарів його приватного поля - природі. З 2020 року він розпочав експеримент повернення давно розораної приватної землі у природний стан. До "вирощування степу" долучились друзі та родичі Олексія.

## Відзнаки та нагороди
У 2017 році нагороджений Грамотою Верховної Ради України.

## Досягнення
Наприкінці 2017 року та початку 2018 року в Донецькій області були створені нові заказники, одним з авторів обґрунтувань яких став Олексій Бурковський:
- у Добропільському районі Донецької області створені ландшафтні заказники місцевого значення «Баранцевий Яр», «Воронцова Поляна», «Заплава р. Бик» та ботанічний заказник місцевого значення «Брандушкин Яр»[5],
- у Покровському районі — ландшафтні заказники місцевого значення «Караковський»[6], «Приторський», «Галина гірка» та пам'ятка природи «Сичин дуб»[7].

## Творчість

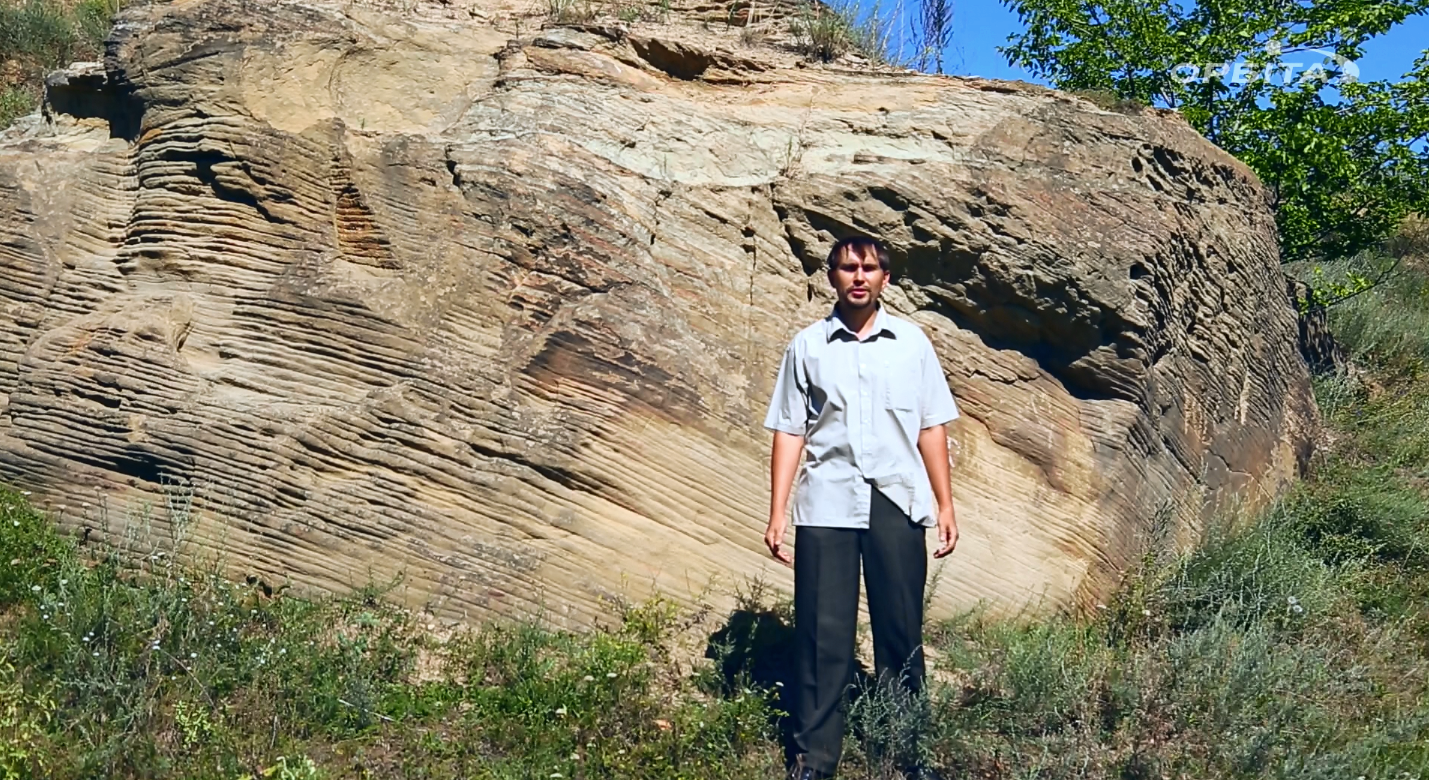
Кадр з фільму Торські степи

У 2010 році видав пригодницький роман «Зелений Сполох», присвячений темі екотажу. «Чи чули ви про екологічний екстремізм? Чи може він бути в країні, в якій знищуються ліси та прибережні смуги задля їх забудови розкішними особняками? Чи вірите ви в справжню безкорисливу Любов, не пов'язану з меркантильними інтересами?» — йдеться в анотації до книги.
У 2018 році разом з телекомпанією «Орбіта» завершив роботу над повнометраджними документальними стрічками:
- Торські степи: життя, смерть, воскресіння, присвячена проблемам охорони степу та зв'язку їх із глобальними екологічними проблемами.
- Донеччина заповідна — насіння життя, присвячена найвизначнішим територіям природно-заповідногоф онду Донеччини.

Раніше, у 2016 році власними силами створив аматорський фільм «Як зберегти українські степи».

## Публікації

### Книги
1. Бурковський О. П. Зелений сполох. Дніпропетровськ: «Лица», 2009. — 400 с.
2. Бурковський О. П., Василюк О. В., Єна А. В., Куземко А. А., Мовчан Я. І., Мойсієнко І. І., Сіренко І. П. Останні степи України: бути чи не бути? Просвітницьке науково-популярне видання. К.:ГК «Збережемо українські степи!», ВЕЛ, НЕЦУ.- 2013.- 40 с.
3. Бурковский А. П. Полюби свою Родину. Киев., ООО «Центр экологического просвещения и информации», 2015 г. — C.4[10]
4. Степові ландшафти Донецької та Луганської областей (просвітницьке науково-популярне видання) / Бурковський О. П., Василюк О. В., Єрьомін В. О., Коломицев Г. О. — Київ, 2017, 40 с.
5. Покровський район: подорож у минуле: Історико-краєзнавчі нариси / Белицький П. В., Бєлоконь Д. П., Бурковський О. П., Єкасьов Б. П., Кашивська О. В., Луковенко С. П., Моісієнко Л. М., Овсяник Л. В., Петкау В, Романько В. І. (ред. Лукавенко С. П.). Львів, 2017.- 318 с.[11][12]

### Наукові статті
2008
1. Бурковский А. П. Наша степь: вчера, сегодня, завтра. «Лица», № 2, 2008 г. с. 7.

2010
1. Василюк А., Парникоза И., Мовчан Я., Бурковский А.Степные военные полигоны Украины могут уйти с молотка // Степной Бюллетень — № 30 — 2010 г.

2011
1. Бурковський О. П. Участь Всеукраїнської екологічної ліги у громадській кампанії «Збережемо українські степи!».с 77-81., // Природно-ресурсний потенціал збалансованого (сталого) розвитку України. Матеріали Міжнародної науково-практичної конференції (Київ,19-20 квітня 2011 р). Перспективи впровадження моделі «зеленої економіки» в Україні. Матеріали VII Міжнародного бізнес-форуму (Київ 21 квітня 2011 р.). у 2 т. Київ. Центр екологічної освіти та інформації, 2011 р.- Т. 2. 484 с.
2. Burkovs'kyy O. Tarasova O. Distraction of last Ukrainian grasslands through afforestation. P 10. // 8th Europan Dry Grassland Meeting. Dry Grassland of Europe: biodiversity, classification, conservation and management. Abstracts & Excursion Guides — Uman’: Publisher-polygraphic center «Vizavi». — 2011. — 100 p.
3. Wasyluk A. Burkovski A. Stepy Ukrainy na krawȩdzi unicestwienia. 5-8 // Dzikie Ẑycie. N 11. 2010. 36.

2012
1. Бурковский А., Войцеховский К., Польский опыт охраны природы // ЛИЦА, Днепропетровск, 2012 http://www.litsa.com.ua/show/a/4495 [Архівовано 3 серпня 2019 у Wayback Machine.]

2013
1. Бурковський О. П., Василюк О. В. Концепція створення державного агентства екосистемних послуг// Від заповідання до збалансованого природокористування: Матеріали Міжнародної наукової конференції (20-22 березня 2013 р., м. Донецьк) / Донецький національний університет. — Донецьк, 2013. c. 176—179.
2. Бурковський О.,Василюк О. Концепція створення державного агентства екосистемних послуг // Досвід інтерпретації дикої природи в Україні: матеріали Всеукраїнської науково-практичної конференції (15 березня 2013 року)/Колавторів. — Одеса-Миколаїв, спл Хавроненко В. В., 2013—143 с.
3. Бурковський О. П. Проблема збереження степу в контексті земельного питання. Екологічний вісник № 1-2, 2013 р. с 14-17.
4. Бурковський О. П., Манюк В. В., Грицан Ю. І., Пікареня Д. С., Андрух А. М. Лісопокритій території — статус заповідної зони. Екологічний вісник № 7-8, 2013 р., с 10-12.
5. Бурковський О. П. Відтворення ландшафтного та біологічного різноманіття в контексті земельного питання. // Збалансований розвиток сільських територій і населених пунктів: матеріали Всеукраїнської науково-практичної конференції Київ., Центр екологічної освіти та інформації, # 2013 р. — 180 с.
6. Бурковський О. П. Відтворення ландшафтного та біологічного різноманіття в контексті земельного питання. С. 65-70 // Виконання стратегії національної екологічної політики у сфері природно-заповідної справи: оцінка громадськості: збірка матеріалів до Комітетських слухань у Верховній Раді України «Природно-заповідний фонд: проблеми та шляхи вирішення». — К. : ТОВ «Центр екологічної освіти та інформації», 2013 р. — 112 с.
7. Boreiko V. Parnikoza I, Burkovskiy A. Absolute «zapovednost’» — a concept of wildlife protection for the 21st century // Bulletin of the European Grassland Group 19/20 (2013): p.25-30. Biocentre Klein Flottbek, University of Hamburg. 54 p.

2014
1. Василюк О., Бурковський О. ПРО НЕОБХІДНІСТЬ ОХОРОНИ ГРУНТІВ ЯК НОВОЇ ПРАКТИКИ У ГАЛУЗІ ПРИРОДНО-ЗАПОВІДНОГО ФОНДУ // Матеріали міжнародної науково-практичної Інтернет-конференції «Проблеми і перспективи розвитку сучасної аграрної науки». — Миколаїв: Миколаївська ДСДС ІЗЗ, 2014. — 165 c.
2. Бурковський О. П. Консервація земель як основний аспект відтворення ландшафтного та біологічного різноманіття. Екологічний Вісник // № 5-6, 2014 р. с 5-7[13].

2015
1. Бурковський О. П., Манюк В. В. Сінокосіння в заповідному степу: регуляція чи профанація?, Екологічний Вісник // № 1-2, 2015., с. 22-25.

2017
1. Степові ландшафти Донецької та Луганської областей (просвітницьке науково-популярне видання) / Бурковський О. П., Василюк О. В., Єрьомін В. О., Коломицев Г. О. — Київ, 2017. — 40 с.
2. Бурковський О. П. Перспективи консервації земель та приватного заповідання після впровадження ринку земель сільськогосподарського призначення. «Заповідна справа у Степовій зоні України» (до 90-річчя від створення Надморських заповідників)// Праці Всеукраїнської науково-практичної конференції (с. Урзуф 14-15 березня 2017 року), Вип 2, Т 1, Київ 2017, — 304 с.
3. «Nie ma zlego bez dobrego, czyli Donbas trzy lata bez polowan», Olexij Burkowski «Dzikie Zycie», 7-8 2017. 22-24.

2018
1. Бурковський О.П. ПЕРСПЕКТИВИ РЕВАЙЛДІНГУ ТА РОЗШИРЕННЯ ПРИРОДНО-ЗАПОВІДНОГО ФОНДУ ПІСЛЯ ВПРОВАДЖЕННЯ РИНКУ ЗЕМЕЛЬ СІЛЬСЬКОГОСПОДАРСЬКОГО ПРИЗНАЧЕННЯ Матеріали науково-практичної конференції ІІІ екологічного Форуму «Екологія промислового регіону» – Слов’янськ: ФОП Бутко В. І, 2018.